# Chamoisé lapon
Oeneis jutta
Espèce
Le Chamoisé lapon ou Nordique des tourbières (Oeneis jutta) est une espèce d'insectes lépidoptères (papillons) appartenant à la famille des Nymphalidae à la sous-famille des Satyrinae et au genre Oeneis.

## Dénomination
Elle a été nommée Oeneis Jutta par Jakob Hübner en 1806.
Synonymes : Papilio jutta Hübner, [1805-1806].

### Sous-espèces
- Oeneis jutta jutta de la Scandinavie au nord de la Corée, dans le nord de la Russie, en Sibérie, Mongolie et dans le nord-est de la Chine.
- Oeneis jutta akoene Belik et Yakovlev, 1998 ; dans l'Altaï.
- Oeneis jutta alaskensis Holland, 1900 ;
- Oeneis jutta ascerta Masters & Sorenson, 1968 ; au Canada
- Oeneis jutta balderi (Geyer, 1837)
- Oeneis jutta chermocki Wyatt, 1965 ;
- Oeneis jutta gigantea Austaut, 1911 ; dans le sud de l'Oural et en Mongolie.
- Oeneis jutta harperi Chermock, 1969 ;
- Oeneis jutta kryzhanowskii Sedykh, 1977
- Oeneis jutta leussleri Bryant, 1935 ;
- Oeneis jutta reducta McDunnough, 1929 ; au Montana, dans le Wyoming, l'Idaho, l'Utah et le Colorado
- Oeneis jutta ridingiana'' F. & R. Chermock, 1940 ;
- Oeneis jutta sachalinensis Matsumura, 1927
- Oeneis jutta sibirica Kurentzov, 1970 ; en Yakoutie[1].
- Oeneis jutta terraenovae dos passos, 1935
- Oeneis jutta timanica Sedykl, 1977[2]

### Noms vernaculaires
Le Chamoisé lapon se nomme Nordique des tourbières au Canada, Baltic Grayling en anglais, Jutta Arctic en Amérique, Juttas ringvinge en norvégien,.

## Description
Le Chamoisé lapon est un petit papillon de couleur marron terne avec une bande submarginale de grosses taches orange, une à quatre aux antérieures chacune centrée par un ocelle foncé, alors qu'aux postérieures sur les généralement cinq taches orange seules les deux taches anales sont centrées par un ocelle.
Le revers des antérieures est semblable, celui des postérieures est marbré de gris ou de brun.

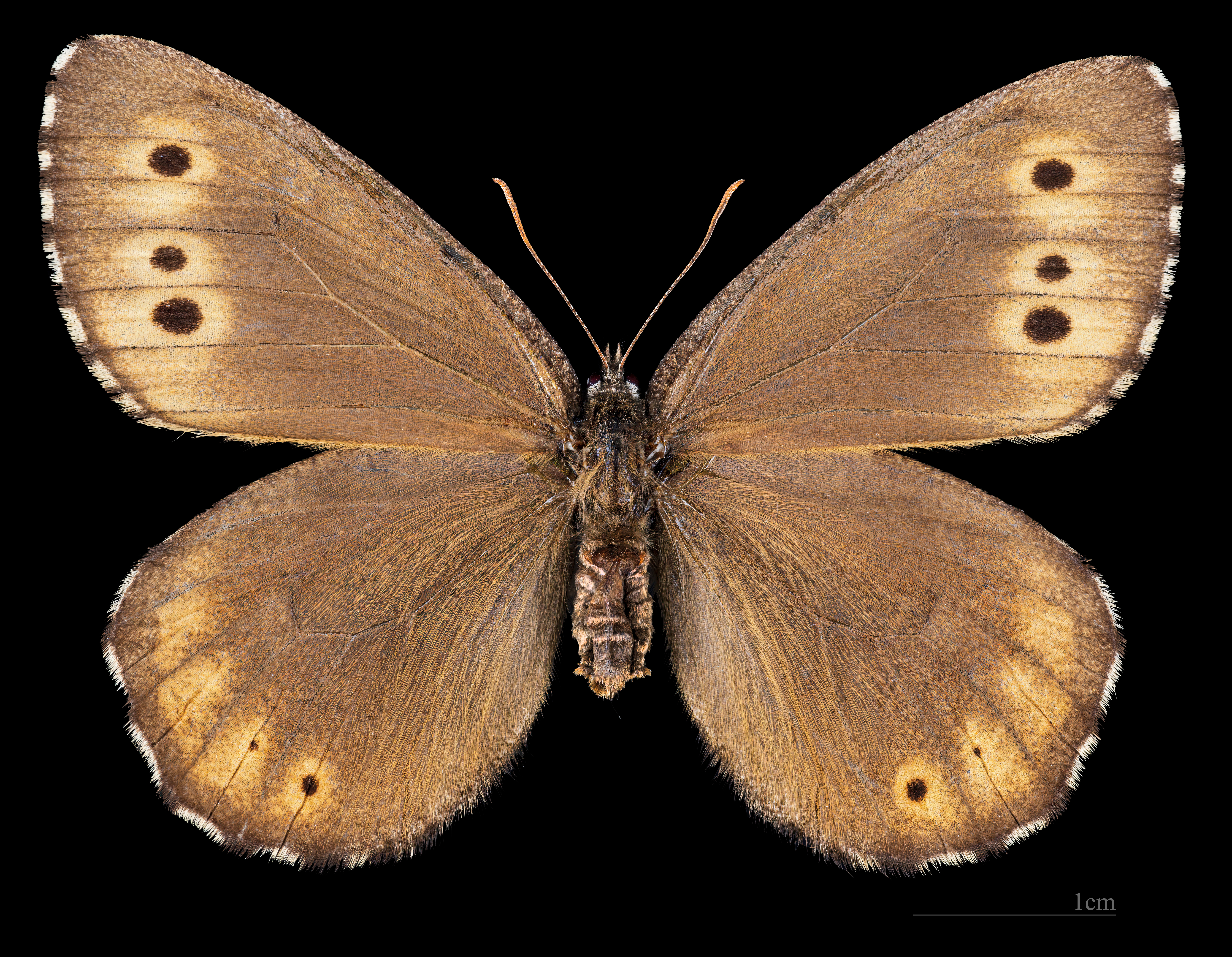
Oeneis jutta jutta  ♂  MHNT
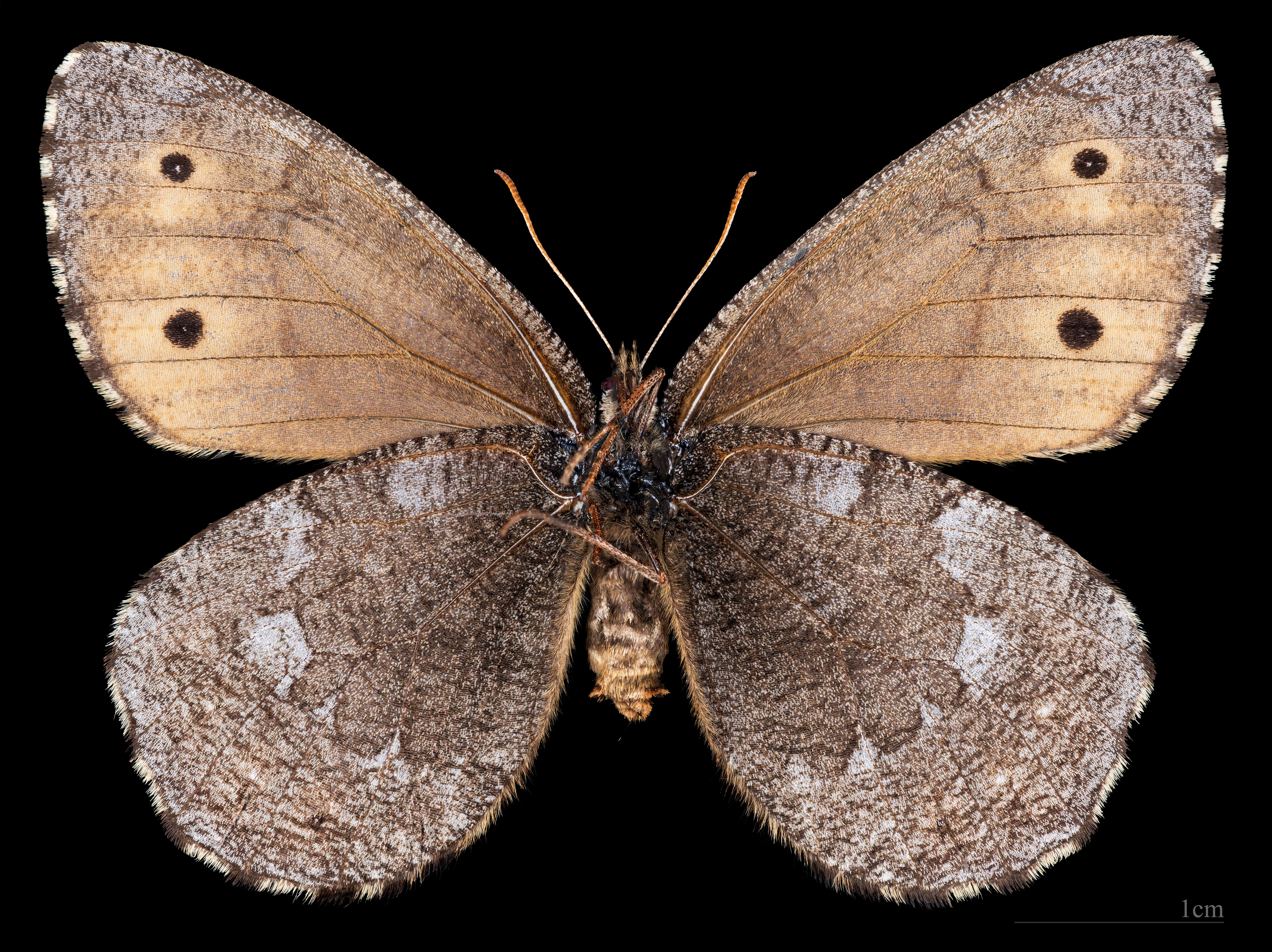
Oeneis jutta jutta ♂  △  MHNT

### Chenille
Elle est de couleur vert pâle avec sur les côtés des bandes vertes.

## Biologie

### Période de vol et hivernation
Deux cycles saisonniers sont nécessaires, le Chamoisé lapon hiverne deux fois à deux stades de la chenille.
Le Chamoisé lapon vole en une génération entre le début juin et la mi-juillet.
Le développement larvaire nécessite deux cycles saisonniers.

### Plantes hôtes
Sa plante hôte sont nombreuses, des Carex mais aussi  Scirpus caespitosa, Molinia caerulea et au Canada Carex geyeri, Carex concinna et Eriophorum vaginatum,.

## Écologie et distribution
Le Chamoisé lapon est un lépidoptère présent dans tout le nord de l'hémisphère nord, Scandinavie, Oural, Sibérie, nord de la Mongolie, Yakoutie et le nord de l'Amérique du Nord, dans l'Alaska, le Canada et les montagnes rocheuses.
En Europe il est présent en Norvège du 61°N au 65°N, en Suède du  58°N au 68°N, dans le nord de la Finlande, les États baltes et le nord-est de la Pologne.
En Amérique du Nord il est présent en Alaska, dans le Montana, le Wyoming, l'Idaho, l'Utah et le Colorado, le Minnesota et le Wisconsin, et le Maine.

### Biotope
Elle réside dans ou près de marécages et des tourbières.

### Protection
Pas de statut de protection particulier.